# Everything (Anna Vissi-låt)
Everything är en låt framförd av den cypriotiska sångerskan Anna Vissi. Låten var Greklands bidrag i Eurovision Song Contest 2006 i Aten i Grekland. Låten är skriven av Vissi själv i samarbete med Nikos Karvelas.
Bidraget framfördes i finalen den 20 maj och slutade där på nionde plats med 128 poäng.